# Sligo (Pennsylvanie)
Sligo est un borough situé au sud de la partie centrale du comté de Clarion, en Pennsylvanie, aux États-Unis,. En 2010, il comptait une population de 720 habitants. Il est incorporé le 20 septembre 1878.

## Démographie
Lors du recensement de 2010, le borough comptait une population de 695 habitants. Elle est estimée, en 2019, à 3 822 habitants.

### Source de la traduction
- (en) Cet article est partiellement ou en totalité issu de l’article de Wikipédia en anglais intitulé « Sligo, Pennsylvania » (voir la liste des auteurs).